# Koło Krafta
Koło Krafta – grupa studentów i młodszych pracowników nauki skupionych wokół neopozytywisty Viktora Krafta, działających w drugiej połowie lat 40. XX w. w Austrii, zajmująca się głównie filozoficznymi problemami nauki. Należeli do niego m.in. Paul Karl Feyerabend i Heinrich Gomperz.
Koło Krafta powstało na wzór Koła Wiedeńskiego w 1949 r., a jego działalność trwała z przerwami do około 1953 r. Było częścią Österreichisches College. 